# Geehi River
Der Geehi River ist ein Fluss im Südosten des australischen Bundesstaates New South Wales. 
Er entspringt an den Südhängen des Mount Jagungal in den Snowy Mountains, nur wenige hundert Meter entfernt von den Quellen des Doubtful River, einem Nebenfluss des Tumut River, der in den Murrumbidgee River mündet.
Anders als der Doubtful River fließt der Geehi River aber nach Südwesten und durchfließt das Geehi Reservoir. Bei Geehi mündet er in den Swampy Plain River.